# Ciclabile delle Città Murate

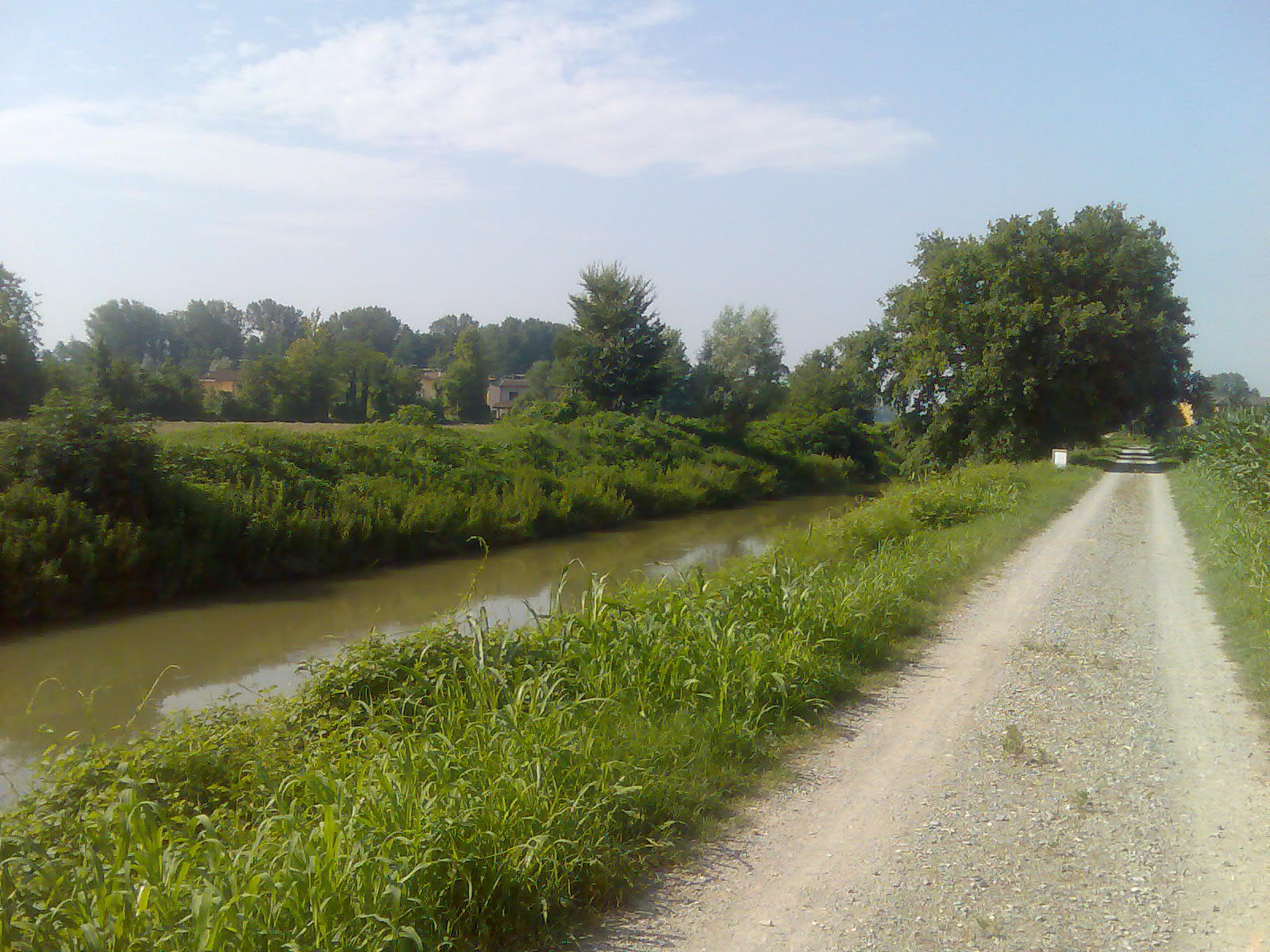
La pista ciclabile delle Città Murate con il Serio Morto

La ciclabile delle Città Murate è un percorso ciclo-pedonale di 35 chilometri di sviluppo che si snoda nelle campagne cremonesi. I suoi capisaldi sono Pizzighettone, a sud, e Soncino, a nord: entrambe queste località hanno il centro storico circondato tuttora da una cinta muraria ben conservata, da cui il nome del percorso.

## Storia
Il Piano Territoriale di Coordinamento Provinciale sviluppava nel 1998 ipotesi di fattibilità per un collegamento tra Adda e Oglio inviduando quali estremità le due città di Pizzighettone e Soncino, due tra le località più ricche di storia in provincia di Cremona.
Il bando del primo lotto dei lavori per un costo di 505.470.000 lire fu emesso nel 2001 ed il progetto consistette nella sistemazione delle strade, la posa delle recinzioni in legno e l'installazione della segnaletica.
Nella primavera 2002 fu sistemato il tratto compreso tra Soresina e Genivolta, circa cinque chilometri rimessi in sesto con un nuovo stabilizzato  .
Il percorso fu inaugurato il 13 ottobre 2002  e costò complessivamente 820.000 euro usando risorse proprie e fondi regionali.
Nel 2010 fu attuato un intervento straordinario del costo di 80.000 euro per sistemare la pavimentazione e sostituire le protezioni danneggiate nel tratto compreso tra Soresina e Genivolta.

## Obiettivi
Il principio di fondo è stato quello di creare, oltre ad un'opportunità turistica, un corridoio ecologico tra il parco dell'Adda Sud ed il parco dell'Oglio Nord, intersecando i plis (parchi di interesse sovracomunale) del Serio Morto e di Ariadello e della valle dei Navigli.

## Percorso
La ciclabile delle Città Murate si sviluppa principalmente su percorsi preesistenti, ossia strade comunali e strade vicinali ad uso agricolo, per la maggior parte a fondo naturale (terra battuta) o in ghiaia. Da Pizzighettone raggiunge Formigara per la vecchia strada ormai caduta in disuso, poi passa per Ferie e Regona, frazioni di Pizzighettone. Fiancheggia il Serio Morto per circa sette chilometri, sino a San Bassano, dove si sovrappone a un tratto dell'Antica Strada Regina sino a Santa Maria dei Sabbioni (Cappella Cantone).
Da Santa Maria dei Sabbioni, sul tracciato di una vecchia strada oggi utilizzata solo per fini agricoli (via Persicana), raggiunge Soresina, da cui prosegue in direzione del santuario di Ariadello e delle Tombe Morte, importante e suggestivo nodo idrografico in cui si incontrano il canale Vacchelli, il naviglio Pallavicino e il naviglio di Cremona. In questo luogo hanno inizio due altri importanti itinerari cicloturistici, la ciclabile del Canale Vacchelli e la ciclabile dei Navigli.
Dalle Tombe Morte l'itinerario prosegue, su strada non asfaltata, per Genivolta e, attraversata l'ex SS 498, nella golena del fiume Oglio per altri 8 chilometri, terminando, infine, sotto le mura di Soncino.

## Collegamenti ciclopedonali
- A Pizzighettone, attraversando il centro storico e portandosi presso la stazione di Ponte d'Adda è possibile proseguire sulla pista ciclabile che collega la città a Maleo e quindi raggiungere la pista ciclabile lodigiana Maleo-Lodi.
- A Soresina, attraversando alcuni tratti urbani, si può imboccare la ciclabile Antica via Regina.
- Le Tombe Morte di Genivolta, località di transito della Ciclabile delle Città Murate, sono anche punto di arrivo delle ciclabili del canale Vacchelli e dei Navigli.

### Parchi attraversati
- Parco dell'Adda Sud
- Parco del Serio
- Parco del Serio Morto
- Parco di Ariadello e della Valle dei Navigli
- Parco dell'Oglio Nord